# Třesovice
Obec Třesovice (německy Tresowitz) se nachází v okrese Hradec Králové, kraj Královéhradecký, zhruba dvanáct kilometrů severozápadně od centra krajského města. Žije zde 276 obyvatel. Ves je členem svazku obcí Mikroregion Nechanicko a stejně tak se nachází v areálu památkové zóny prusko-rakouské války roku 1866. V obci funguje veřejná knihovna, mateřská škola, prodejna potravin Hruška a depozit Státního okresního archivu Hradec Králové.

## Historie
První písemná zmínka o obci pochází z roku 1412. Ve 13. století patřila ves klášteru dominikánek svatého Jiří na předměstí Hradce Králové. Když klášter během husitských válek zanikl, získal v roce 1437 obec zástavou Diviš Bořek z Miletínka. Na počátku 15. století seděl na Třesovicích husitský hejtman Jiří Hořínka. Po něm se držitelé často střídal, patřili mezi ně: Kolovratové Libštejnští, Bořkové z Dohalic, Slánští z Doubravice, Průhonští z Předmostí, Odkolkové z Mětic, Rodovští z Hustířan a Zarubové. Nejdéle drželi ves Schaffgotschové (1707–1788), kteří se o své panství vzorně staralia připojili ji ke svému panství Sadová. V této době byla poblíž obce založena dnes již neexistující síť rybníků, po nichž se dochovala jen místní jména. Následoval rod Grätzelů z Gränzensteina a po nich v roce 1829 získal obec rod Harrachů.

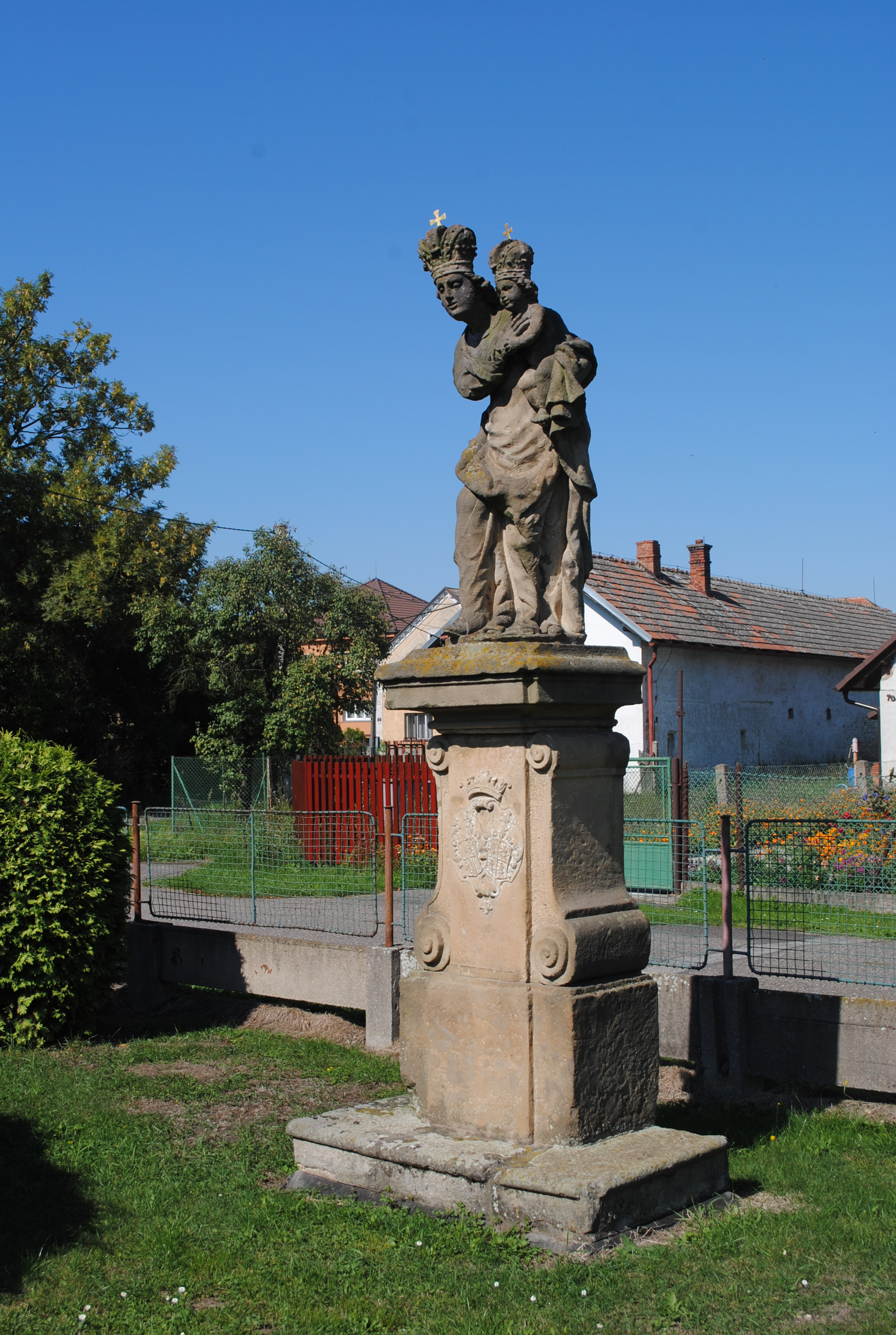
Madonna s Ježíškem

Roku 1850 se obec stala samostatnou, nezávislou na vrchnosti. V šedesátých letech 19. století se na základě výzvy ruského cara vydali obyvatelé Třesovic, ale i sousedních Mokrovous a jiných obcí nechanického okresu kolonizovat řídce osídlená ruská území. Zde založili obec Malá Zubovščina (dnešní Ukrajina). Mezi lety 1867 až 1885 se do Ruska vystěhovalo 108 osob. Obec byla zasažena prusko-rakouskou válkou roku 1866, kdy se nacházela na jižním křídle rozhodující bitvy dne 3. července. Roku 1894 byl založen Sbor dobrovolných hasičů a o rok později byla postavena dvoutřídní škola (nyní mateřská), kam docházeli i děti ze sousedních Popovic. Dalším počinem téhož roku byla sušárna čekanky, která byla roku 1907 združstevněná. Od roku 1979 se zde nachází depozitář Okresního archivu v Hradci Králové. Spolkovou činnost té doby zde reprezentovala Tělovýchovná jednota Sokol a Hospodářsko-čtenářská beseda Palacký, která se starala o kulturní život ve vsi.
Během let první republiky v roce 1937 byla postavena budova kampeličky. Během druhé světové války, nebyl nikdo odtud odveden na nucené práce, protože se obec hlásila jako zemědělská a pro ilegální činnost byl odveden jen jeden občan. Socializace zemědělství v obci započala založením menšinového družstva v roce 1951. Roku 1961 se sloučilo s družstvem v Popovicích a po celou dobu vystupovalo pod jménem JZD Rozkvět se sídlem v Třesovicích.

## Přírodní poměry
Kotlinou ohraničenou na severu a východně do půlkruhu návrším protéká řeka Bystřice, jejíž tok je ve správním území obce součástí přírodní památky Bystřice. Východní návrší si uchovalo pocestné jméno Babylón po zaniklém poplužním dvoře. Po návrší se také rozkládá, od severu k jihu až to katastru sousední vsi Střezetice, les Dubina který dostal jméno dle hojně rostoucích dubů. Půda katastru je těžká, jílovitě hlinitá s nepropustným jílovitým spodkem, jižní část pozemků a návrší Babylón prostupují vrstvy křemene. Půda po odvodnění vyhovuje všem kulturním plodinám (obilniny, zelenina).

## Obyvatelstvo
| Rok            | 1869 | 1880 | 1890 | 1900 | 1910 | 1921 | 1930 | 1950 | 1961 | 1970 | 1980 | 1991 | 2001 | 2011 | 2021 |
| -------------- | ---- | ---- | ---- | ---- | ---- | ---- | ---- | ---- | ---- | ---- | ---- | ---- | ---- | ---- | ---- |
| Počet obyvatel | 657  | 743  | 684  | 639  | 571  | 563  | 505  | 415  | 412  | 347  | 322  | 254  | 235  | 235  | 277  |
| Počet domů     | 101  | 107  | 109  | 101  | 104  | 104  | 118  | 119  | 104  | 99   | 91   | 102  | 101  | 101  | 118  |

## Části obce
- Třesovice
- Popovice

## Pamětihodnosti
- Pomník padlých z první světové války z roku 1922.
- Socha Madony s Ježíškem (kolem roku 1700) přenesená ze zámku v Sadové roku 1831, který v té době vyhořel.
- Boží muka (1875) Dříve zde stál kříž dřevěný s plechovým vyobrazením Krista, který byl poté přesunut do sousední vsi Popovice.
- Dva pomníky padlým ve válce prusko-rakouské roku 1866. První na návsi, věnovaný všem padlým v obvodu obce, a druhý, v blízkém lese Dubina na hrobě tří hulánů westfálského hulánského pluku č. 5.
- V obci se nacházejí též dva památné duby (viz duby v Třesovicích).

## Osobnosti
- Vladimír Krychtálek (1903–1947), novinář
- Václav Deyl (1905–1982), prozaik, publicista, autor knih pro děti a mládež

## Galerie

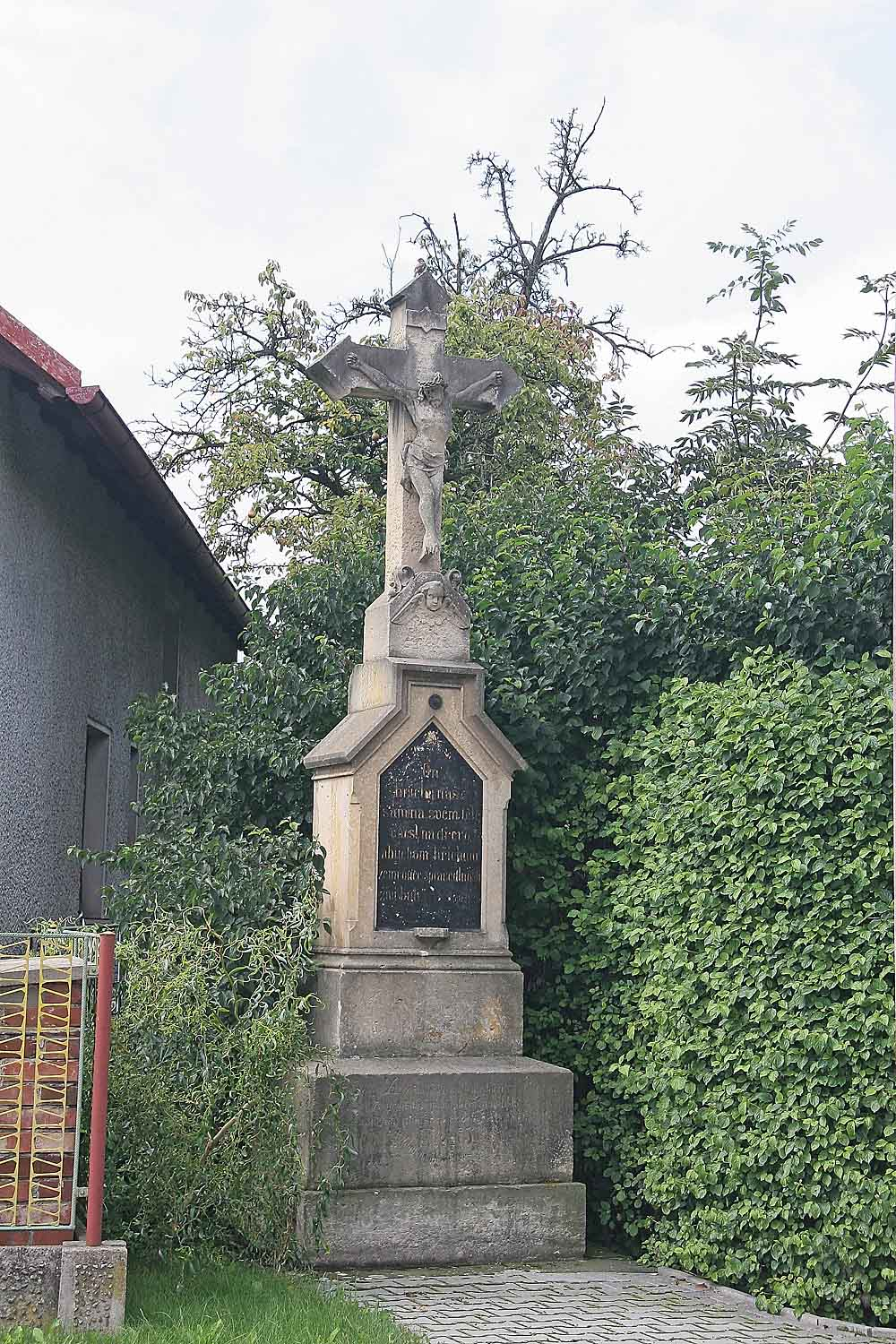
Boží muka
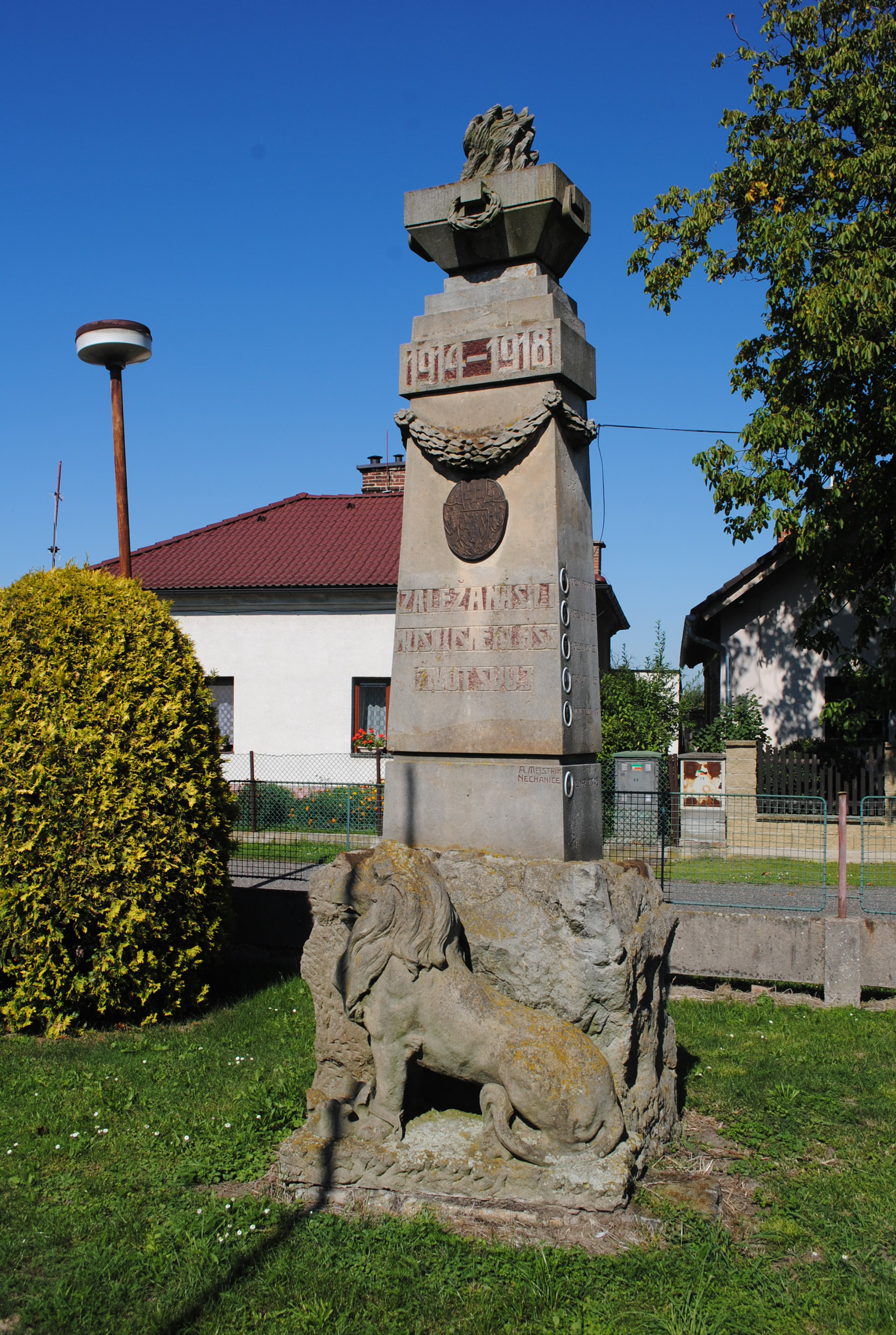
Pomník padlým v první světové válce
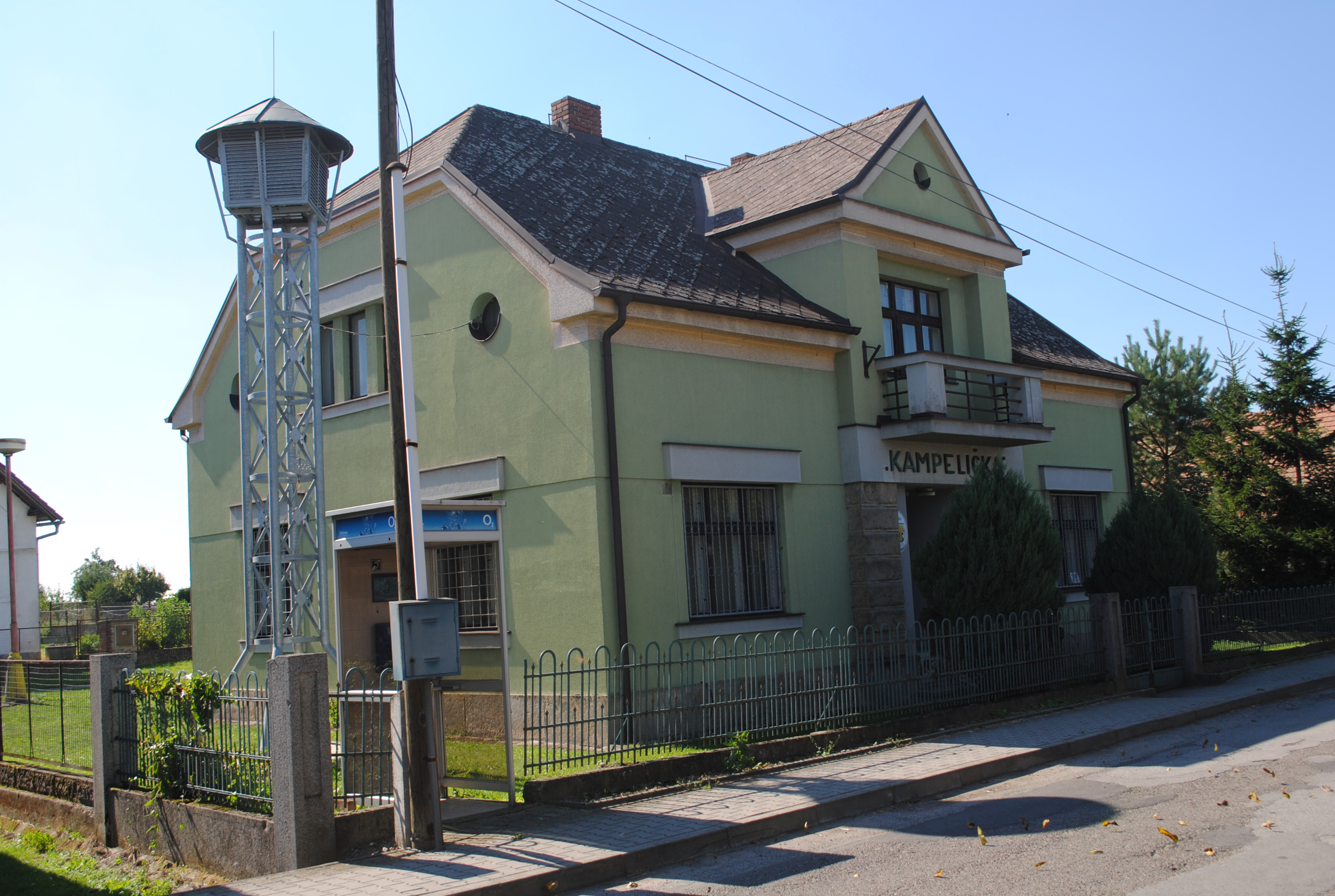
Obecní úřad